# Consejo Económico del Ártico
El Consejo Económico del Ártico (CEA) es una organización internacional independiente de empresas que trabajan con y en el Ártico. El CEA tiene como objetivo facilitar el desarrollo económico sostenible en la región y representa la perspectiva empresarial de la sostenibilidad para garantizar que las necesidades de desarrollo y medioambientales se satisfagan de forma equitativa. El CEA es la única organización comercial regional del Ártico y cuenta con los ocho Estados árticos como miembros.
En sus grupos de trabajo, el Consejo estudia las mejores condiciones marco para apoyar el desarrollo de las empresas y atraer inversiones al Ártico de una manera responsable que beneficie a las economías y poblaciones locales. Sobre esta base, el CEA proporciona el mejor asesoramiento disponible a los actores políticos pertinentes, incluido el Consejo Ártico. El CEA también proporciona una red para las empresas a través de sus grupos de trabajo y comunica al público en general las oportunidades empresariales que ofrece la región.
El CEA se fundó el 2 de septiembre de 2014 en Iqaluit, Nunavut. Su sede central está en Tromsø (Noruega). Los miembros del consejo de administración son tanto empresas multinacionales (EMN) como pequeñas y medianas empresas (PYMES) con sede y/o que operan en la región del Ártico, así como organizaciones indígenas como participantes permanentes.

## Historia
La historia del CEA está estrechamente vinculada a la del Consejo Ártico (CA), pero es independiente de él. El CA, cuyas dos principales áreas de interés son la protección del medio ambiente y el desarrollo sostenible, ha reconocido la falta de perspectiva empresarial en estas cuestiones. La reunión ministerial del CA, celebrada en mayo de 2013 en Kiruna, reconoció el papel central de las empresas en el desarrollo del Ártico y abordó la falta de comunicación con la comunidad empresarial regional. Por ello, el Consejo Ártico pidió la creación de un foro en el que los norteños y las empresas pudieran compartir ideas, soluciones e intercambiar las mejores prácticas en relación con la responsabilidad social de las empresas, las asociaciones público-privadas (APP), la resiliencia de las comunidades y el desarrollo de capacidades para la población del Ártico.
En la actualidad, el CEA es una organización empresarial independiente que funciona con las cuotas de sus miembros. La fundación oficial del Consejo tuvo lugar en Iqaluit, Nunavut, Canadá, los días 2 y 3 de septiembre de 2014. La sede del Consejo Económico del Ártico fue inaugurada por el ministro noruego de Asuntos Exteriores, Børge Brende, y la entonces jefa del Comité Ejecutivo del CEA, Tara Sweeney, el 8 de septiembre de 2015 en Tromsø (Noruega).
Hasta ahora, el Consejo ha tenido dos directores. El actual director es Mads Qvist Frederiksen.

## Misión
El Consejo Económico del Ártico se creó para facilitar las oportunidades de negocio, el comercio y la inversión de forma equitativa, inclusiva y ambientalmente responsable. Promueve la cooperación empresarial transfronteriza y atrae inversiones al Alto Norte desarrollando vínculos comerciales entre el Ártico y la economía mundial.
Al mismo tiempo, recoge y difunde las mejores prácticas, ya sea mediante soluciones tecnológicas o la creación de normas comerciales. Además, el CEA ayuda a las pequeñas y medianas empresas, incluidas las de las comunidades indígenas, a participar en el diálogo económico y empresarial del Ártico.
El CEA lo hace en las siguientes áreas:
- Infraestructuras y temas relacionados, como el transporte marítimo, las comunicaciones y las tecnologías de la información, y la aviación;
- Energía, incluidos el petróleo, el gas y las energías renovables; y
- La minería;
- Turismo
- Economía azul; y
- Inversión en recursos humanos y desarrollo de capacidades.

El CEA trabaja con diversas partes interesadas. Entre ellos, el Wilson Center, la Organización Marítima Internacional y la Unión Europea. Durante casi una década, el Consejo ha contribuido a destacar el papel del desarrollo económico sostenible y de las empresas en el Ártico.

## Miembros y Estructura

### Miembros
El CEA está compuesta por más de 30 empresas miembros de los ocho Estados árticos (Canadá, Estados Unidos, Dinamarca, incluidas las Islas Feroe y Groenlandia, Islandia, Noruega, Suecia, Finlandia y Rusia). También cuenta con miembros de Estados no árticos y organizaciones participantes permanentes (Asociación Internacional Aleut (AIA), Consejo Circumpolar Inuit (ICC), Consejo Ártico de los Athabaskans (ACA) y la Asociación Rusa de Pueblos Indígenas del Norte (RAIPON) ). Los miembros del Consejo son todos representantes de las empresas. Se dividen en tres categorías:
- "Legacy Members", que tienen derecho a voto ;
- "Arctic Partners", compuesto por representantes de empresas de Estados árticos y no árticos.
- "Permafrost Partners", que representa a las PYME del Ártico.

Las multinacionales, así como las pequeñas y medianas empresas, pueden ser miembros del CEA, siempre que operen en la región del Ártico.

### Estructura

#### Comité Ejecutivo
El Comité Ejecutivo (CE) es un órgano de toma de decisiones, normalmente compuesto por cuatro representantes y el presidente del CEA, que guía el trabajo del Consejo. Los miembros del CE representan a empresas con sede en los Estados del Ártico, así como a organizaciones indígenas. Actualmente, el CE está presidida por Rusia y los demás miembros son el presidente saliente (Islandia), el presidente entrante (Noruega), un miembro adicional (Finlandia) y un representante de la Asociación Internacional Aleutiana.

#### Secretaría y sede central
La oficina de Tromsø presta apoyo administrativo y organizativo al Consejo. También gestiona la comunicación y la divulgación. Está encabezada por el director y se encuentra junto a la Confederación de Empresas Noruegas (NHO Arctic).

#### Presidencia
La presidencia del CEA cambia cada dos años de un Estado ártico a otro, al igual que la presidencia del Consejo Ártico. Para el periodo 2021-2023, Rusia preside el Consejo.
| Periodo   | País                      | Silla             |
| --------- | ------------------------- | ----------------- |
| 2015-2017 | Estados Unidos de América | Tara Sweeney      |
| 2017-2019 | Finlandia                 | Tero Vauraste     |
| 2019-2021 | Islandia                  | Heiðar Guðjónsson |
| 2021-2023 | Rusia                     | Evgeny Ambrosov   |

## Funcionamiento

### Grupos de Trabajo
Los días 2 y 3 de septiembre de 2014, se establecieron los cinco Grupos de Trabajo (GT) para conceptualizar, desarrollar proyectos, proporcionar financiación y apoyo administrativo, e informar al CEA sobre su progreso. Los grupos de trabajo representan diferentes grupos industriales. Los grupos de trabajo pueden cambiar con el tiempo en función de su mandato. Los grupos de trabajo actuales son los siguientes:
- El Grupo de Trabajo sobre Transporte Marítimo se centra en la recopilación e intercambio de información sobre el tráfico marítimo nacional e internacional en el Ártico, la normativa correspondiente y el desarrollo y la situación de la cartografía hidrográfica.[16]
- El Grupo de Trabajo de Inversiones e Infraestructuras se centra en reforzar las directrices de inversión responsable y el crecimiento económico en la región del Ártico.[17]
- El Grupo de Trabajo de Desarrollo Responsable de Recursos se centra en el estudio de los retos y los motores de inversión para la exploración y el desarrollo de los recursos naturales en el Ártico.[18]
- El Grupo de Trabajo sobre Conectividad está evaluando diversas soluciones tecnológicas y de infraestructura para conectar las regiones más remotas del Ártico con el resto del mundo con el fin de estimular el crecimiento económico de la región.[19] El Grupo de Trabajo sobre Conectividad ha elaborado una matriz de inversión para los inversores en el Ártico.[20]
- El Grupo de Trabajo sobre la Economía Azul está facilitando la creación de una alianza 'pan-articana' de agrupaciones oceánicas para aprovechar los conocimientos, la experiencia y los instrumentos de financiación en toda la región para acelerar el desarrollo de productos y el crecimiento económico en este sector.

### Relación con el Consejo Ártico
Tanto la Secretaría del Consejo Económico del Ártico como la Secretaría del Consejo Ártico tienen su sede en Tromsø (Noruega). Esta proximidad ofrece mayores oportunidades de cooperación. La relación actual entre el Consejo Económico Ártico y el Consejo Ártico se basa en un Memorando de Entendimiento (MoU) firmado en mayo de 2019, en Rovaniemi, Finlandia. Este documento es el resultado de la Declaración de Fairbanks de 2017, que menciona en varias ocasiones al Consejo Económico Ártico. En el memorando, los ministros de los Estados árticos pidieron una mayor cooperación entre las dos instituciones para "reforzar el desarrollo económico responsable y crear asociaciones sobre cuestiones de interés común y el desarrollo de capacidades para los pueblos del Ártico".
La primera reunión conjunta entre el CEA y el CA se celebró en Reikiavik (Islandia). La reunión se centró en "el transporte marítimo y la economía azul, la conectividad de las telecomunicaciones, el desarrollo responsable de los recursos y la integración de la biodiversidad, así como la inversión responsable y la responsabilidad social de las empresas". Posteriormente, los expertos de los grupos de trabajo del AC participaron en las reuniones de los grupos de trabajo del CEA.
El 20 de mayo de 2021, el Consejo Ártico publicó un plan estratégico para el periodo 2021-2030. Uno de los objetivos del plan estratégico es reforzar la cooperación entre los dos Consejos.
| Organización                                   | Año  |
| ---------------------------------------------- | ---- |
| Comité de San Petersburgo para Asuntos Árticos | 2021 |
| Consejo Ártico                                 | 2019 |
| Universidad del Ártico (UArctic)               | 2018 |

### Relación con el Foro Económico Mundial
El trabajo del CEA se basa en el Protocolo de Inversión en el Ártico (PIA), elaborado originalmente por el Consejo de la Agenda Ártica Global del Foro Económico Mundial (FEM), y que el CEA ha acogido y promovido desde 2017. Según el PIA, al invertir en el Ártico, las empresas deben seguir los seis principios siguientes:
- Construir sociedades resistentes a través del desarrollo económico;
- Respetar e incluir a las comunidades locales y a los pueblos indígenas;
- Adoptar medidas para proteger el medio ambiente del Ártico;
- Practicar un negocio responsable y transparente;
- Consultar e integrar la ciencia y los conocimientos ecológicos tradicionales; y
- Reforzar la colaboración pan-ártica y compartir las mejores prácticas.

### Estrategias para el Ártico con referencia al CEA
El Consejo Económico Ártico se menciona en varias estrategias nacionales sobre el Ártico.
| Jurisdicción | Última estrategia nacional para el Ártico |
| ------------ | ----------------------------------------- |
| Filandia     | 2021                                      |
| Países Bajos | 2021                                      |
| Rusia        | 2020                                      |
| Suecia       | 2020                                      |
| Canadá       | 2019                                      |
| Escocia      | 2019                                      |
| Reino Unido  | 2018                                      |
| España       | 2016                                      |
| Francia      | 2016                                      |
| Japón        | 2015                                      |

## Fuente
Este artículo está tomado parcial o totalmente del artículo de Wikipedia en inglés intitulado "Arctic Economic Council".